# 캅샵: 미친놈들의 전쟁
《캅샵: 미친놈들의 전쟁》(영어: Copshop)은 미국에서 제작된 조 카너핸 감독의 2021년 액션 스릴러 영화이다. 제라드 버틀러, 프랭크 그릴로 등이 출연하였다.
영국에서는 STX필름스 배급으로 2021년 9월 10일에, 미국에서는 오픈 로드 필름스 배급으로 2021년 9월 17일에 개봉하였다. 평론가들로부터 대체로 긍정 평가를 받았다.

## 줄거리
훔친 경찰차를 타고 도망치던 해결사 사기꾼 테디는 차가 고장난 뒤 차라리 유치장에서 안전을 도모하고자 일부러 신참 경찰 밸에게 주먹을 날린다. 테디는 네바다 카지노 마피아 두목을 위해 주 법무 장관에게 뇌물을 주며 회유하려 했으나 실패했으며, 장관이 자신과 나눈 대화를 녹음해 두는 바람에 장관이 살해당한 뒤 연방수사국(FBI)에 협조하면서 두목에게 목숨을 위협받게 되었다.
테디를 죽이기 위해 고용된 청부 살인 업자 밥은 고의로 음주 운전자인 척 주 경찰관들이 조사 중인 경찰차를 들이박아 테디가 갇힌 경찰서 유치장의 다른 감방에 들어가는데...

## 출연진
- 제라드 버틀러 - 로버트 K. “밥” 비딕 역: 청부 살인 업자.
- 프랭크 그릴로 - 시어도어 “테디” 머레토 역: 사기꾼.
- 알렉시스 라우더 - 밸러리 “밸” 영 역: 신참 경찰.
- 토비 허스 - 앤서니 “토니” 램 역: 두 번째 청부 살인 업자.
- 채드 콜먼 - 두에인 미첼 경사 역
- 라이언 오난 - 휴버 역: 부패한 경사.
- 호제이 파블로 칸티요 - 페냐 순경 역
- 카이위 라이먼머서로 - 반스 순경 역
- 마셜 쿡 - 브래드 역
- 키스 자딘 - 주 경찰관 역